# Focke-Wulf Fw 43
«Фокке-Вульф» Fw 43 «Фальке» (нім. Focke-Wulf Fw 43) — німецький легкий універсальний літак, розроблений у 1932 році. Останній проект, здійснений компанією під технічним керівництвом Генріха Фокке, являв собою моноплан звичайної конструкції з високим розташуванням підкосів і опорами і ходовою частиною з фіксованим хвостовим колесом. Пілот і двоє пасажирів сиділи в повністю закритій кабіні. Було побудовано лише один екземпляр. У 1932 році це був найшвидший авіалайнер у Європі.

## Історія
A-43 «Сокіл» вперше дебютував у 1932 році у Берліні на виставці спортивної авіації «Dela». Тоді літак не знайшов інших замовників, окрім фірми «Повітряне таксі Едцарда». Причини цього крилися у деяких конструкторських вадах літака. Насамперед, швидкісний літак мав високу для того часу швидкість посадки — 108 км/год, що не найкращим чином позначалося на комфорті пасажирів. Крім цього, конструкція мала дуже високе питоме навантаження на крило. Все це призводило до того, що малодосвідченим приватним пілотам було не просто саджати літак, який не мав злітно-посадкової механізації крила. У будь-якому випадку, подібні вправи були не для льотчиків-початківців — на машині були відсутні навіть елементарні гальмівні щитки.
Перебував у той час на посаді провідного льотчика-випробувача фірми Курт Танк дуже приємно відгукувався про маленьку, як він казав «гостру» машину, польоти на якій приносили йому масу задоволення. Зрозуміло, що Танк неодноразово замислювався над тим, як можна модернізувати A-43, позбавивши його вищезгаданих недоліків. Він розрахував розподіл підйомної сили крила, що забезпечувало виключення кінцевих завихрень. Контрольні вимірювання, проведені на моделі літака в аеродинамічній трубі, підтвердили його розрахунки. Проте відповідна модернізація мала сенс лише у разі випуску значної партії літаків. Виробництво такої партії не було заплановане компанією, тому розробка зупинилася на прототипі із заводським номером W. Nr. 127, який отримав цивільне кодування D-2333.
A-43 став для свого часу найшвидкіснішим малим рейсовим літаком, створеним для компаній, що займалися повітряними перевезеннями. Він успішно експлуатувався підприємством Едцарда «Норддойче Люфтферкер» (нім. Norddeutsche Luftverkehr) у Бремені і чудово зарекомендував себе у цій ролі.

## Літаки порівнянної ролі, конфігурації та епохи
| - SABCA S.2 - SABCA S.11 - Desoutter Mk.II - Taylorcraft Auster - Westland Lysander - Nardi FN.305 - Noorduyn Norseman | - VEF I-12 - ANBO VI - Koolhoven F.K.54 - Dornier Do 10 - Fieseler Fi 253 - Klemm Kl 36 | - Ryan ST - Morane-Saulnier MS.315 - Zlín Z-XII - Sparmann S-1 - Nakajima Ki-6 |